# Сільськогосподарська техніка
Сільськогосподарська техніка, сільгосптехніка — широкий спектр технічних засобів, призначених для підвищення продуктивності праці в сільському господарстві шляхом механізації і автоматизації окремих операцій або технологічних процесів.
У сільському господарстві техніка, зазвичай, використовується на сільськогосподарських об'єктах і підприємствах, на усіх етапах сільгосп виробництва: при обробці та підготовці ґрунту, заготівлі кормів, посіві та збиранні врожаю, а також для утримання домашніх тварин.
Для постійного використання сільськогосподарської техніки з сільськогосподарською метою створюються сільськогосподарські бази, що відповідають за базування, використання та ремонт сільськогосподарської техніки, а також за утримання домашніх тварин, заготівлю кормів і ринковий продаж на інших більш дрібних сільськогосподарських об'єктах.

## Представники
До сільгосптехніки відносять: базові гусеничні та колісні трактори і причіпне та навісне сільськогосподарське обладнання, посівна сільгосптехніка (садильні машини, сівалки), збиральна сільгосптехніка (тракторні напівпричепи, картоплекопач), кормозаготівельна сільгосптехніка (підбирачі, косарки, кормозбиральні комбайни, дробарки), комбайни різного призначення, сільгосптехніка для обробітку грунту (обприскувачі, плуги, культиватори, дискові борони, розкидачі добрив); та різноманітні сільськогосподарські роботи і дрони.

## Світлини

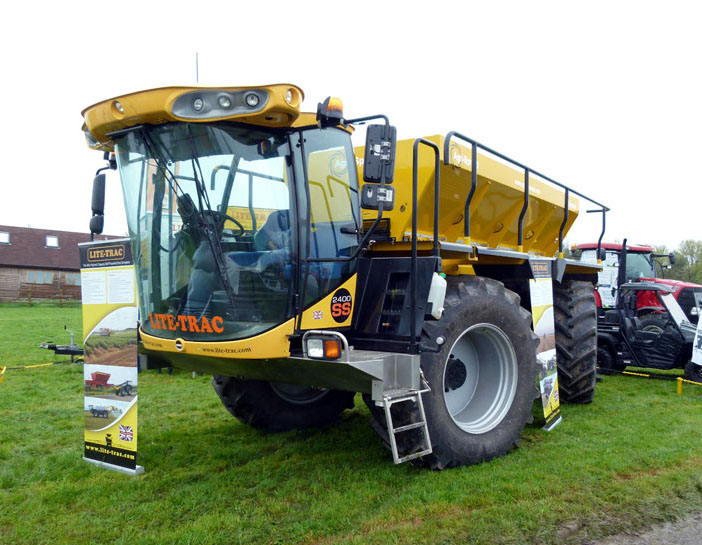
Самохідний розкидач добрив
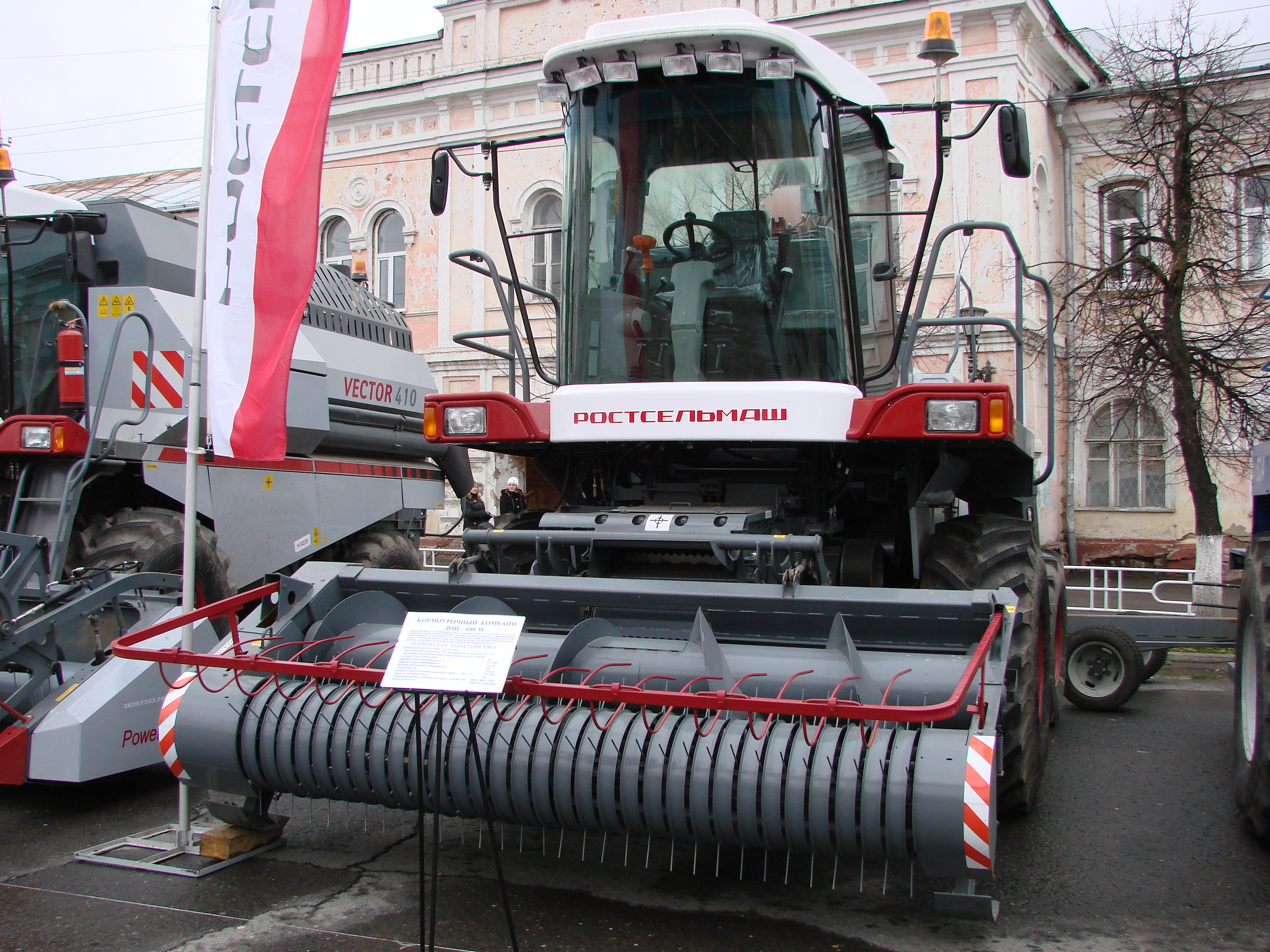
Комбайн «Дон-680М» для збирання корму
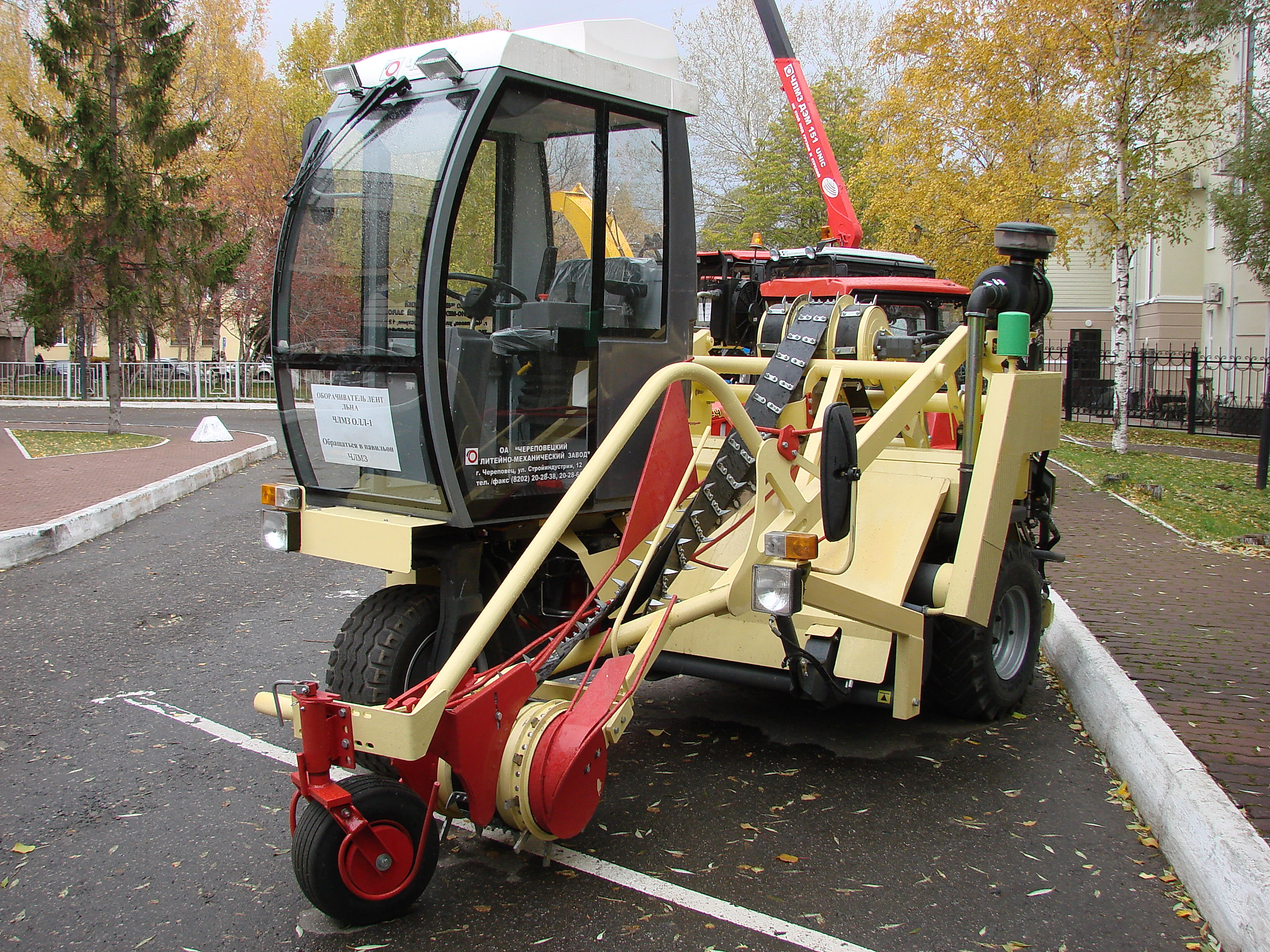
Згортувач стрічок льону
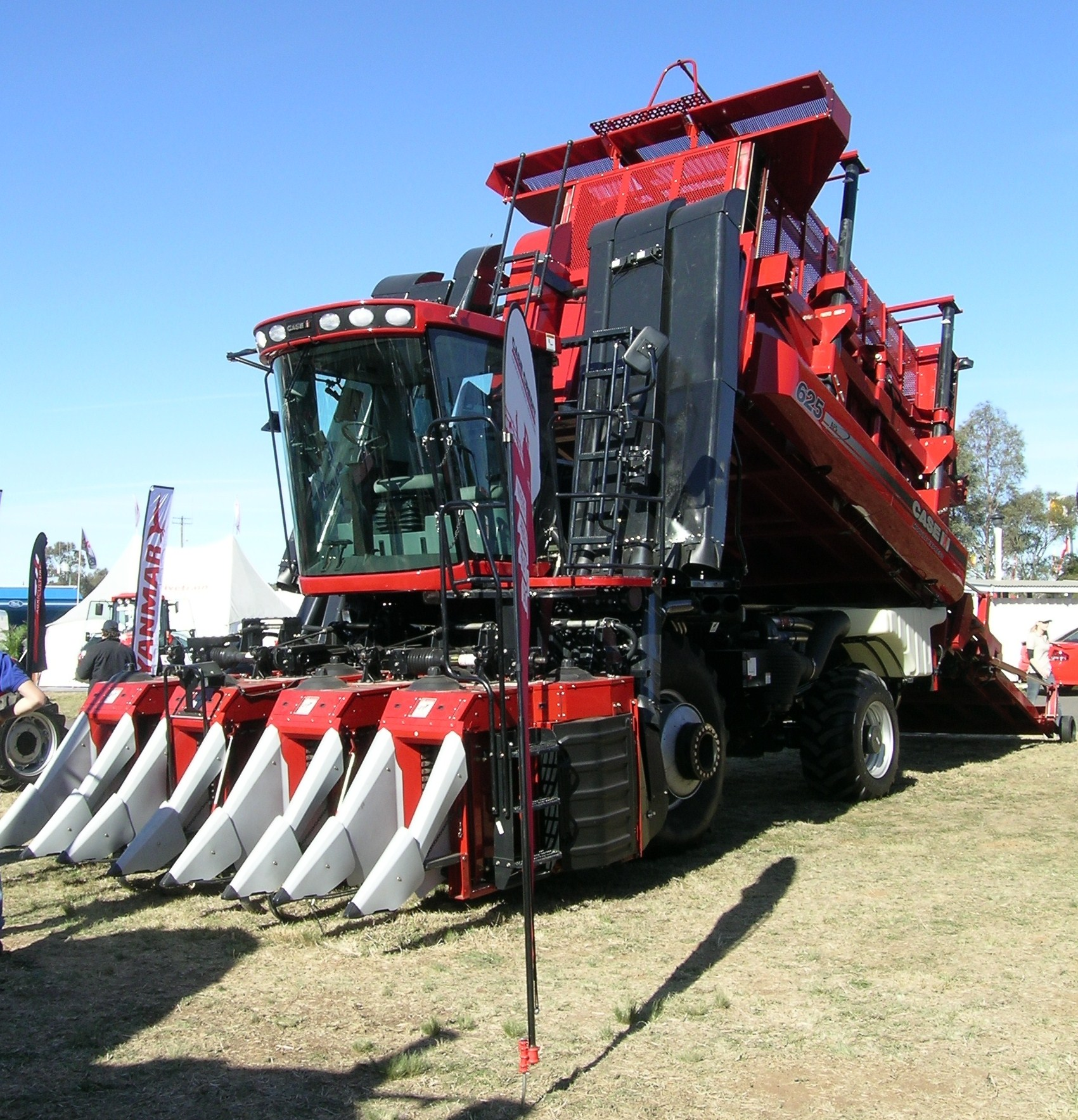
Чотирирядна бавовнозбиральна машина
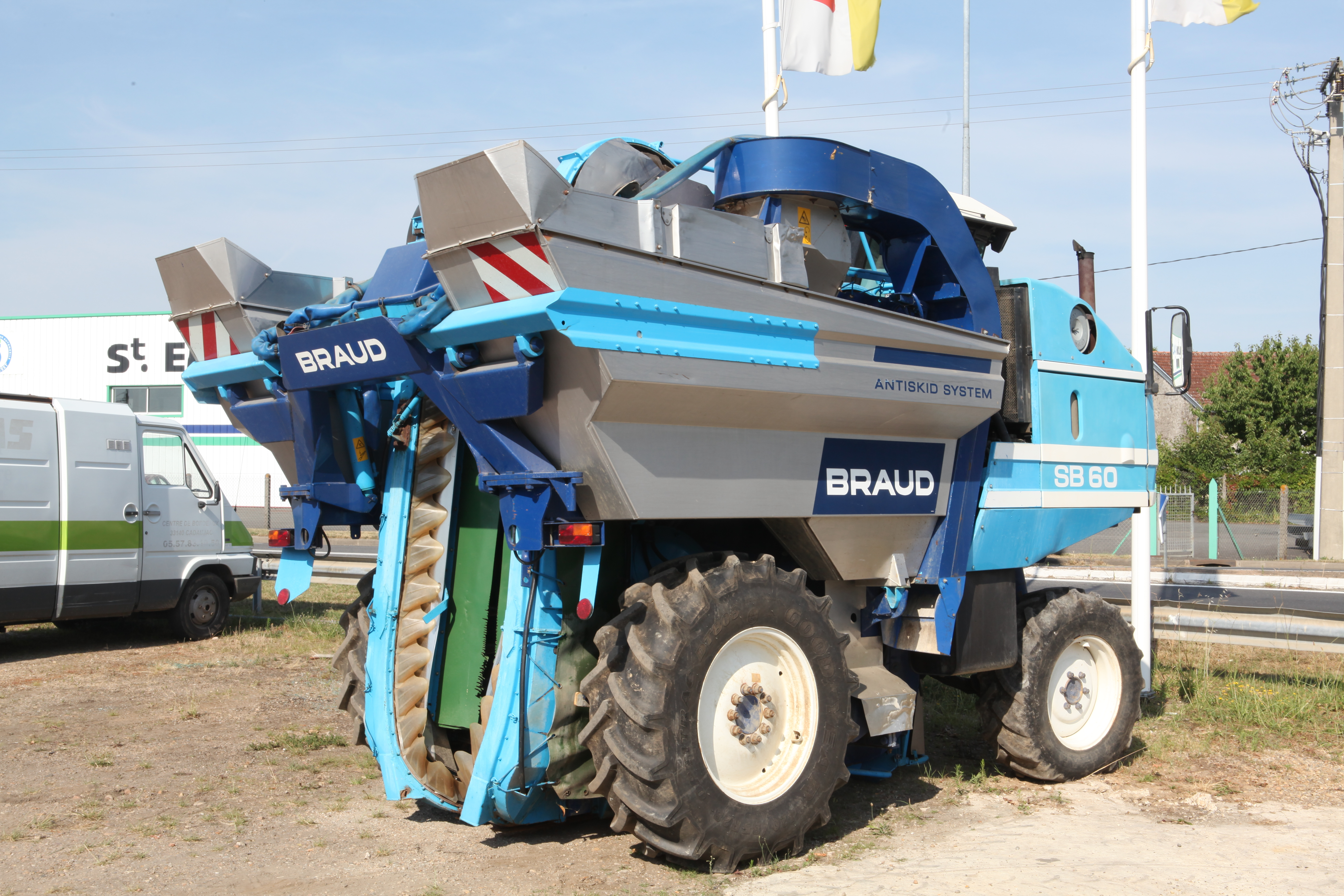
Машина для збирання винограду
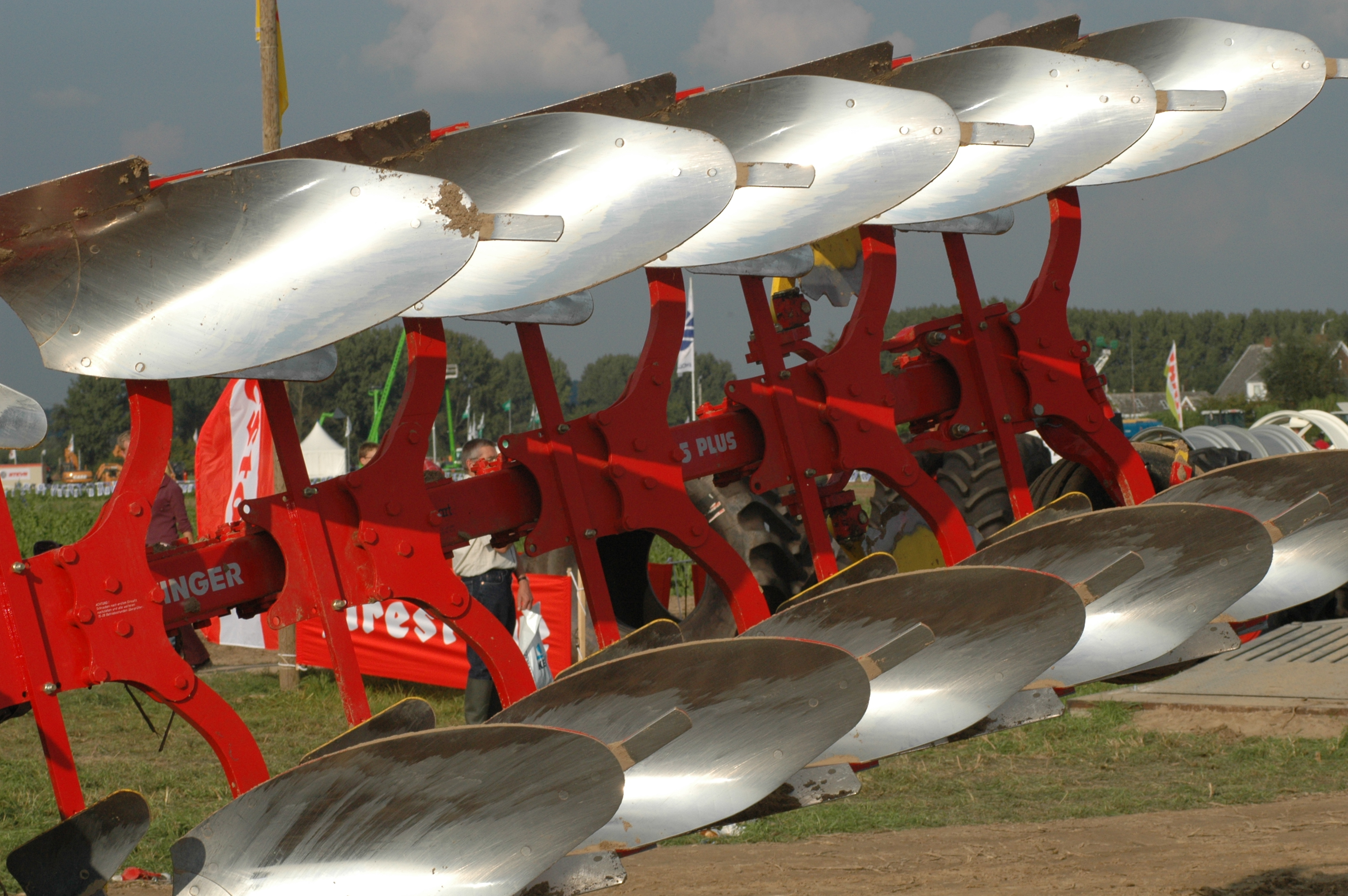
Плуг
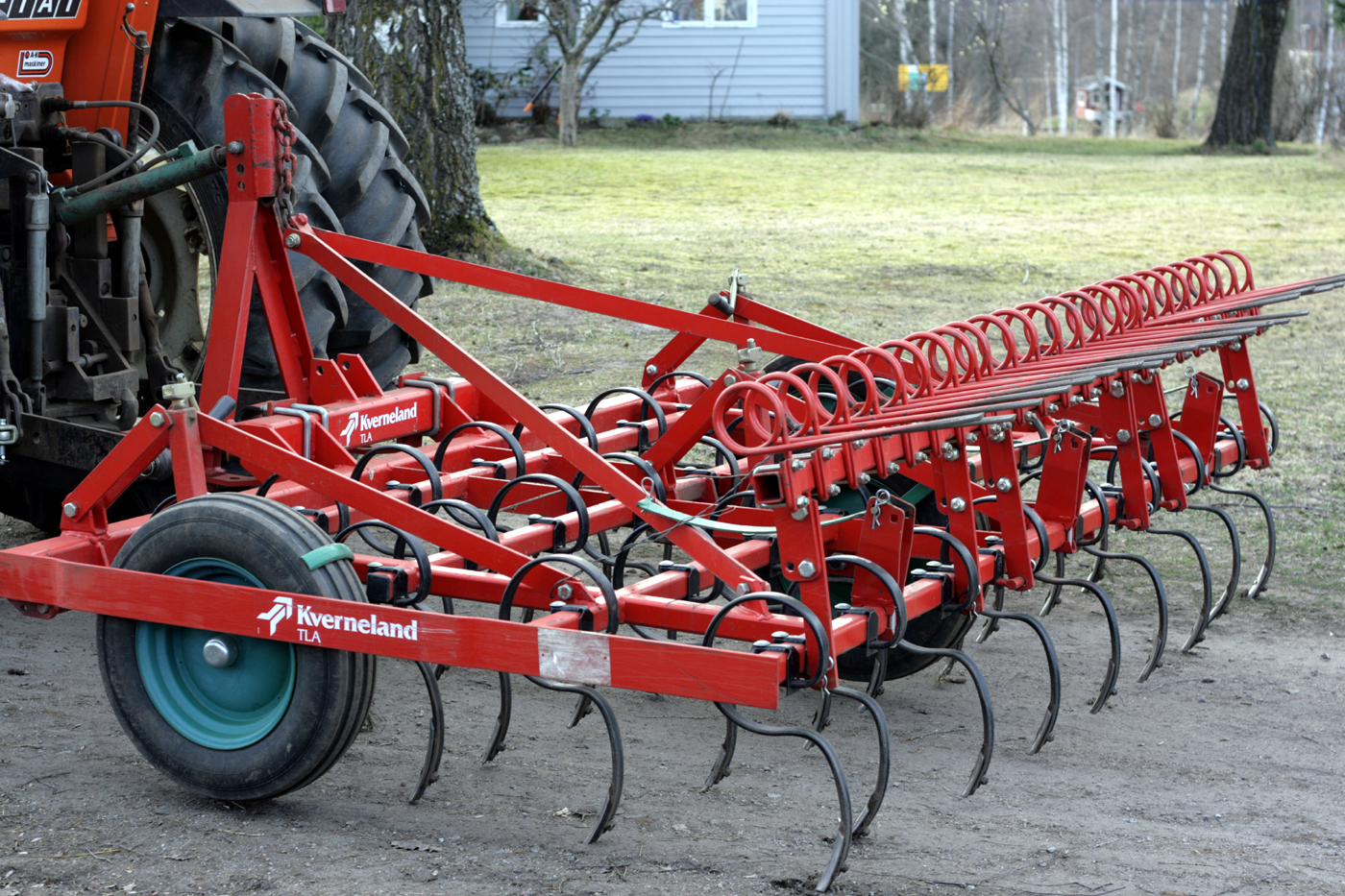
Борони
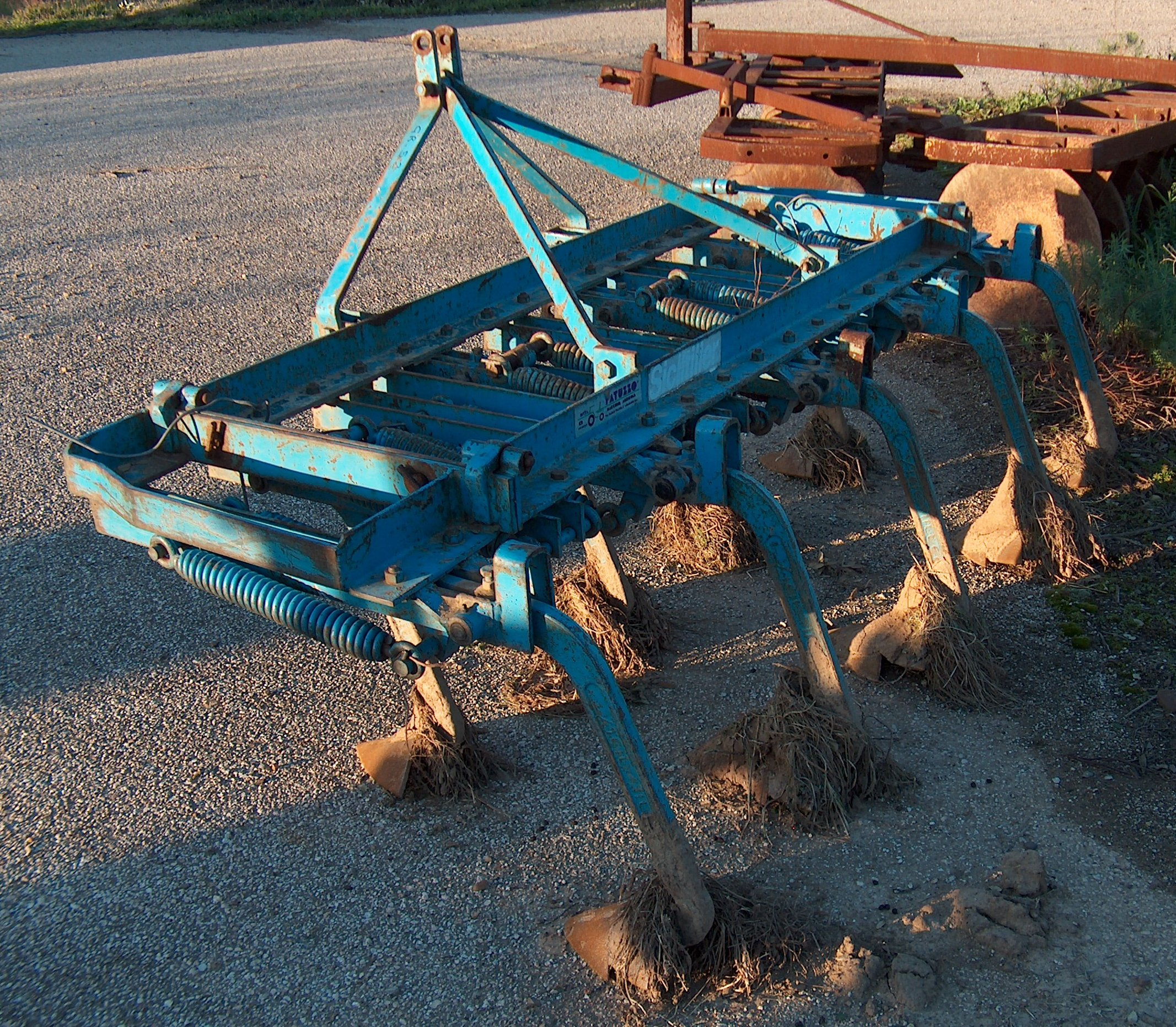
Культиватор
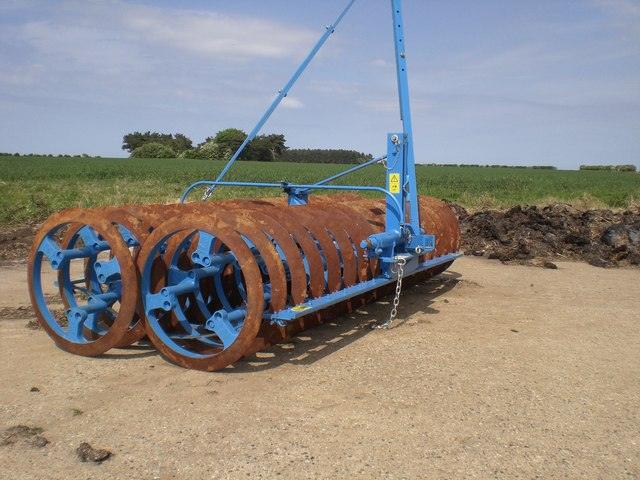
Загортач
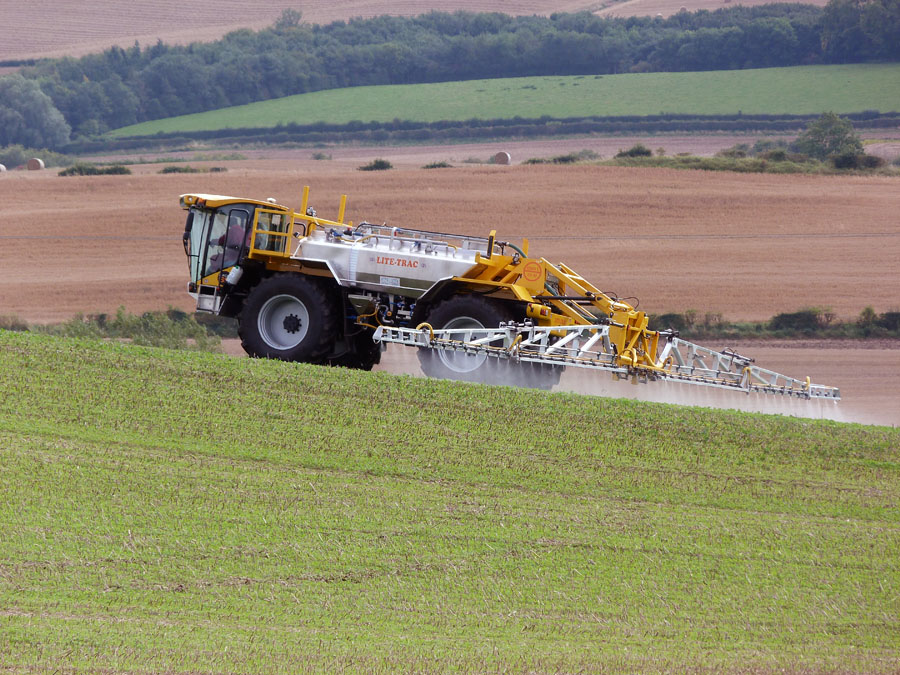
Оприскувач